# Sakartvelos Sup'ertasi 2023
La Sakartvelos Sup'ertasi 2023 è stata la 23ª edizione della competizione, disputata tra il 30 giugno e il 4 luglio. È stata la prima edizione con il nuovo formato a quattro squadre, con conseguente eliminazione diretta a partire dalle semifinali; inoltre, tutte le quattro partite sono terminate ai calci di rigore.
A partecipare sono state il Dinamo Tbilisi, vincitore dell'Erovnuli Liga 2022, il T'orp'edo Kutaisi, vincitore della Sakartvelos tasi 2022, e il Dinamo Batumi e il Dila Gori, rispettivamente secondo e terzo classificato in Erovnuli Liga. A spuntarla nella finale è stato il Dinamo Tbilisi, al suo nono trofeo.

## Tabellone
|  | Semifinali           | Semifinali           | Semifinali    |               |                      | Finale                    | Finale                    | Finale                    |  |
|  |                      |                      |               |               |                      |                           |                           |                           |  |
|  | Dinamo Tbilisi (dtr) | Dinamo Tbilisi (dtr) | 1 (4)         |               |                      |                           |                           |                           |  |
|  | Dinamo Tbilisi (dtr) | Dinamo Tbilisi (dtr) | 1 (4)         |               |                      |                           |                           |                           |  |
|  | Dila Gori            | Dila Gori            | 1 (2)         |               |                      |                           |                           |                           |  |
|  | Dila Gori            | Dila Gori            | 1 (2)         |               | Dinamo Tbilisi (dtr) | Dinamo Tbilisi (dtr)      | 1 (4)                     |                           |  |
|  |                      |                      |               |               | Dinamo Tbilisi (dtr) | Dinamo Tbilisi (dtr)      | 1 (4)                     |                           |  |
|  |                      |                      | Dinamo Batumi | Dinamo Batumi | 1 (3)                |                           |                           |                           |  |
|  | T'orp'edo Kutaisi    | T'orp'edo Kutaisi    | Dinamo Batumi | Dinamo Batumi | 1 (3)                | 0 (5)                     |                           |                           |  |
|  | T'orp'edo Kutaisi    | T'orp'edo Kutaisi    |               |               |                      | 0 (5)                     |                           |                           |  |
|  | Dinamo Batumi (dtr)  | Dinamo Batumi (dtr)  | 0 (6)         |               |                      | Finale per il terzo posto | Finale per il terzo posto | Finale per il terzo posto |  |
|  | Dinamo Batumi (dtr)  | Dinamo Batumi (dtr)  | 0 (6)         |               |                      |                           |                           |                           |  |
|  |                      |                      |               |               |                      |                           |                           |                           |  |
|  |                      |                      |               |               |                      | T'orp'edo Kutaisi (dtr)   | T'orp'edo Kutaisi (dtr)   | 0 (5)                     |  |
|  |                      |                      |               |               |                      | T'orp'edo Kutaisi (dtr)   | T'orp'edo Kutaisi (dtr)   | 0 (5)                     |  |
|  |                      |                      |               |               |                      | Dila Gori                 | Dila Gori                 | 0 (4)                     |  |

## Incontri

### Semifinali
| Arbitro: | Giorgi Kruashvili |

|                                                              |                      |                                                                 |
| Shergelashvili Gigauri Kobuladze Caballero Arabidze Bugridze | Tiri di rigore 5 – 6 | Kobakhidze Mamuchashvili Bidzinashvili Jakobsen Flamarion Balić |

| Arbitro: | Irakli Kvirikashvili |

|                                      |                      |                                                |
| Omar 72’                             | Marcatori            | 90+4’ Gomis                                    |
| Tabidze Kharaishvili Osei Iobashvili | Tiri di rigore 4 – 2 | Santos Chiteishvili Honore Gomis Sardalishvili |

### Finale 3° posto
| Arbitro: | Jener Khorava |

|                                                                          |                      |                                                                       |
| Nadaraia Gigauri Kobuladze Caballero Arabidze Sandokhadze Shergelashvili | Tiri di rigore 5 – 4 | Chiteishvili Tevzadze Kukhianidze Andronikashvili Wanderson Gale Etou |

### Finale
| Arbitro: | Davit Kharitonashvili |

|                                                                   |                      |                                                                |
| Sigua 77’                                                         | Marcatori            | 25’ Balić                                                      |
| Skhirtladze Camara Kharaishvili Moistsrapishvili Maisuradze Sigua | Tiri di rigore 4 – 3 | Kobakhidze Mamuchashvili Zaria Mosiashvili Flamarion Kharebava |